# Léčebná tělesná výchova

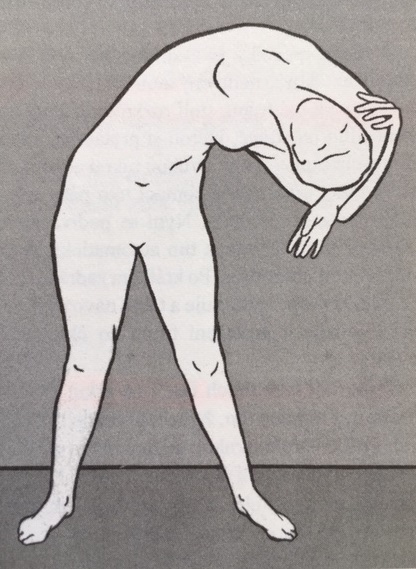
Protažení postranních fascií trupu

Léčebná tělesná výchova (LTV) je cvičení a práce s tělem pro napravení tělesných problémů. 
Jde o metodu, kterou v českém prostředí prosazovala zejména Pražská rehabilitační škola. Opírala se přitom o víru v celoživotní bezbolestný pohyb díky správné postuře, vyvážené součinnosti kloubně-svalového aparátu i o tradiční tělesnou kulturu české společnosti (např. Sokol, spartakiádní cvičení, rozhlasové relace aj.). Navzdory pokrokům v lékařské operativě i farmacii tak dál viděla léčebnou tělesnou výchovu jako jeden z hlavních prostředků vitality a tělesného komfortu.

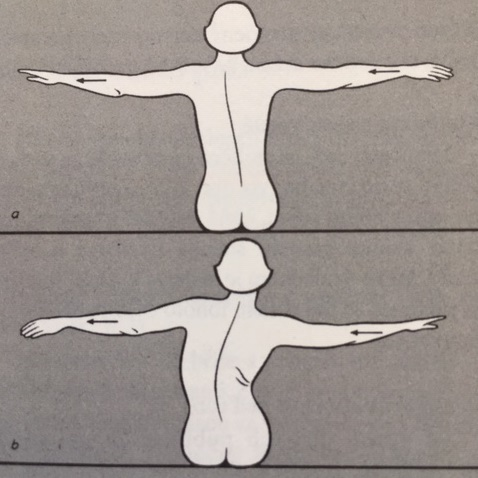
Vyosení trupu (nahoře správně, dole špatně)

## Hlavní směry LTV (podle Lewita)
1) Udržení či obnovení pohyblivosti kloubů (automobilizační cviky), udržení síly svalů a elasticity měkkých tkání (šlach, plotének, kloubních pouzder, fascií atd.)
2) Přecvičování chybných motorických a kineziologických stereotypů (např. svalové dysbalance u předsunutého držení hlavy, korekce symetrie těla, úprava polohocitu a pohybocitu, korekce chůze, korekce nesprávného horního typu dýchání aj.)
3) Korektiv vertebrogenních bolestí, artróz, nadváhy, hypertenze, aterosklerózy, neuropatie, cukrovky, aj.

## Metodologie

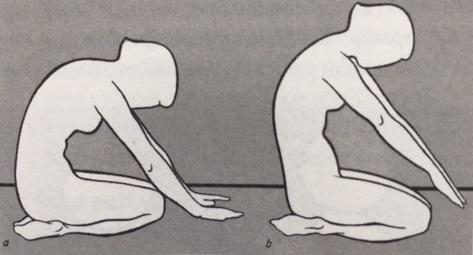
Vzpřimování ze sedu na patách

Na rozdíl od skupinových rozcviček např. ve školách či v zájmových skupinách, jde v LTV spíše o individuální cvičení zaměřené na specifický problém jedince. Rehabilitační lékař či fyzioterapeut provádí kineziologický rozbor, kterým stanoví cíl a intenzitu cvičení. Bez nich by LTV nebyla účinná.
Terapeut by měl být schopen vysvětlit klientovi původ jeho problému, motivovat ho a vést při cvičení. Vede klienta fyzickým vedením či pouhým dohledem, koriguje jeho pohyby, vrací je a opakuje, čímž si klient osvojuje nové pohybové vzorce a ideomotoriku. Je prokázáno, že vlastní vjem pohybu bývá odlišný od správného pohybu sledovaného z odstupu.

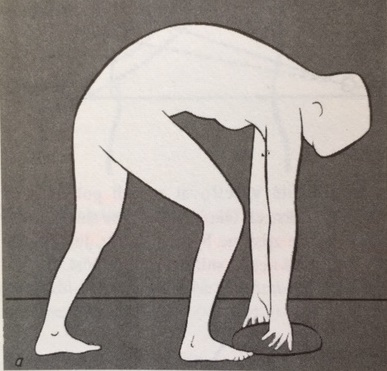
Správné shýbnutí a zdvižení lehkého předmětu

Cviky začínají již představou pohybu, někdy jsou prováděny se zavřenýma očima, aby se pohyb ukládal do mozkových center hlouběji. 
Rehabilitační tým průběžně posuzuje dosažené výsledky a přizpůsobuje jim další proces LTV. Spolupráce klienta a vlastní domácí cvičení je pro úspěch LTV klíčové.
Terapeutický vztah může trvat měsíce, mohou při něm ustupovat či vznikat nové bolesti, takže LTV lze prokládat manuální terapií.
LTV může návazně vystřídat i ergoterapeutické kompenzační či substituční nacvičování denních aktivit u hendikepovaných.

## Konkrétní denní cvičení a aktivity
Některá cvičení pro napravení tělesných problémů: cvičení pro pohybocit a polohocit, spinální cviky, tzv. škola zad, korekce svalové dysbalance, posilování ochablých svalů a protahování svalů ztuhlých, správné ohýbání a zvedání břemen, dechový stereotyp (hlubší brániční dech), nošení břemen, symetrie chůze - zatěžování a odvíjení chodidel, kardio-pulmonární kapacita a další.

## Pomůcky
Jako pomůcky při cvičení mohou být použity: zrcadlo, rehabilitační míče, gumový pružný tah, žebřiny, hrazdy, bazén aj.